# Polyspilota caffra
Polyspilota caffra es una especie de mantis de la familia Mantidae.

## Distribución geográfica
Se encuentra en Zimbabue y en Transvaal y la Provincia del Cabo en (Sudáfrica).